# Melligomphus ardens
Melligomphus ardens – gatunek ważki z rodziny gadziogłówkowatych (Gomphidae). Występuje w Chinach, głównie w południowej i wschodniej części kraju.